# 奧伯龍鎮區 (北達科他州本森縣)
奧伯龍鎮區（英語：Oberon Township）是位於美國北達科他州本森縣的一個鎮區。

## 地方資料
奧伯龍鎮區的面積為149.99平方千米，當中陸地面積為148.63平方千米，而水域面積為1.35平方千米。根據2010年美國人口普查的數據，當地共有人口67人，而人口密度為每平方千米0.45人。